# Lamar Mady
Lamar Mady (Topeka, 13 dicembre 1990) è un giocatore di football americano statunitense che gioca come centro per gli Arizona Rattlers della Indoor Football League (IFL)..

## Carriera professionistica

### Oakland Raiders
Mady firmò il 29 aprile 2013 come free agent con gli Oakland Raiders, dopo non esser stato scelto al draft NFL 2013. Il 31 agosto venne svincolato per poi firmare due giorni dopo con la squadra d'allenamento. Il 23 settembre venne promosso in prima squadra per sostituire l'infortunato David Ausberry, debuttando come professionista contro i Denver Broncos nello Special Team. Chiuse la stagione giocando 7 partite sia come guardia sinistra, destra e nello Special Team, con attribuita una penalità che causò una perdita di 10 yard. L'8 febbraio 2014 firmò per un altro anno a 495.000$.

## Vittorie e premi
Nessuno

## Statistiche
| Partite totali      | 7             |
| Partite da titolare | 0             |
| Tackle totali       | 1             |
| Fumble forzati      | 0             |
| Penalità fatte      | 1 per 10 yard |

Statistiche aggiornate all' 8 febbraio 2014